# Tintinhull
Tintinhull is een civil parish in het bestuurlijke gebied South Somerset, in het Engelse graafschap Somerset met 902 inwoners.